# Raiders Tirol
Die Raiders Tirol sind ein österreichisches American-Football-Team aus Innsbruck, das als Franchise-Nehmer in der European League of Football spielt. Das Team hat seinen Ursprung und ist Teil des gleichnamigen Vereins, der 1992 gegründet wurde.

## Geschichte
Der Hauptverein wurde 1992 als American-Football-Verein mit dem Namen AFC Papa Joe’s Raiders West gegründet und stieg im Folgejahr in den Spielbetrieb ein. Bereits früh bauten die Raiders dabei eine breite Jugendarbeit auf. In der Saison 1998 spielte das erste Team der Raiders zum ersten Mal in der Austrian Football League, der höchsten österreichischen Liga. In der Folge entwickelte sich das Team zu einem europäischen Spitzenteam. In der Saison 2000 standen die Raiders zum ersten Mal im nationalen Finale, der Austrian Bowl. Vier Jahre später konnten sie die Austrian Bowl dann erstmals gewinnen. Bis 2021, vor dem Beitritt in der ELF, gewannen die Raiders bei 17 Finalteilnahmen acht Mal die Meisterschaft. Dabei wurde das Team zum Dauerrivalen der Vienna Vikings, denen sie im Finale 14 Mal gegenüber standen. Ihren ersten internationalen Titel errangen die Raiders 2004, als sie den EFAF Cup gewinnen konnten. Den europäischen Topwettbewerb, den Eurobowl, konnten sie vier Jahre später zum ersten Mal gewinnen, auch hier trafen sie im Finale auf die Vikings. Insgesamt konnten sie den Eurobowl dreimal gewinnen – nur den Vikings und den Braunschweig Lions gelangen mehr Siege in diesem Wettbewerb. Die Central European Football League, die den Eurobowl nach und nach als bedeutendsten europäischen Wettbewerb ablöste, konnten die Raiders von 2017 bis 2019 dreimal in Folge gewinnen.
Ende 2020 wurde die European League of Football (ELF) gegründet und trug im Folgejahr mit acht Teams ihre erste Saison aus. Am 25. September 2021 gaben die Raiders Tirol ebenso wie die Vienna Vikings bekannt, zukünftig, neben dem bisherigen Spielbetrieb, als Franchise-Nehmer in der ELF anzutreten. In der Saison 2022 gingen sie dann gemeinsam mit den Vienna Vikings in der Central Division an den Start.
Im Auftaktspiel der ELF unterlagen die Raiders erstmals seit Jahren zu Hause den Vienna Vikings. Nach einer Niederlage bei den Cologne Centurions gelang den Raiders am dritten Spieltag gegen die Berlin Thunder mit 28:16 der erste Sieg. Es folgten drei weitere Siege, bevor man am 31. Juli 2022 nach Wien musste. Nach der dortigen 13:29-Niederlage gegen die Vikings war das Rennen um Platz 1 in der Central Division praktisch schon verloren. Die Raiders konnten sich in der Folge jedoch den zweiten Platz der Division sichern und zogen als bester Zweitplatzierter ins Halbfinale ein. Dort unterlag man bei den Hamburg Sea Devils mit 7:19.
Die Saison 2023 beendeten die Raiders mit acht Siegen in zwölf Spielen und verpassten aufgrund einer zu schlechten Punktdifferenz den Einzug in die Play-offs. Für Aufsehen sorgte während der Saison unter anderem die Entlassung von Quarterback Christian Strong, mit dem die Raiders sechs von acht Spielen gewonnen hatten. Aus Solidarität zu ihm verließ auch Wide Receiver Jarvis McClam die Raiders. Nach Saisonende gaben die Raiders bekannt, den Vertrag von Head Coach Kevin Herron nicht zu verlängern und sich von diesem zu trennen.
Am 16. Oktober 2023 stellten die Raiders Jim Herrmann als neuen Head Coach für die ELF-Saison 2024 vor. Nach einem Sieg gegen die Milano Seamen und einer Niederlage gegen die Vienna Vikings gaben die Raiders vor der dritten Spielwoche die Trennung von Starting Quarterback D’Angelo Fulford bekannt. Für das dritte Spiel verkündeten die Tiroler die Einsetzung ihres Austrian Football League US-Imports Kason Martin als Quarterback. Jedoch fügten sie bei, dass dies nur die Lösung für das Spiel gegen die Barcelona Dragons sei und bereits ein Nachfolger für Fulford gefunden wurde.

## Statistiken in der ELF

### Platzierungen
| Saison | Conf./Div. | Platz | Spiele | S  | N  | SQ    | P+    | P−  | Diff | Conf | Serie                | Postseason                                | Zuschauer Ø |
| ------ | ---------- | ----- | ------ | -- | -- | ----- | ----- | --- | ---- | ---- | -------------------- | ----------------------------------------- | ----------- |
| 2022   | Central    | 2.    | 12     | 8  | 4  | 0,667 | 418   | 229 | +189 | 3:3  | 2N‒4S‒1N‒3S‒1N‒1S    | HF Niederlage: @Hamburg Sea Devils (7:19) | 3.692       |
| 2023   | Central    | 2.    | 12     | 8  | 4  | 0,667 | 307   | 230 | 0+77 | 8:2  | 3S‒1N‒1S‒1N‒3S‒2N‒1S | –                                         | 3.904       |
| 2024   | Central    | 3.    | 12     | 8  | 4  | 0,667 | 359   | 227 | +132 | 8:2  | 1S–1N–4S–2N–3S–1N    | –                                         | 3.370       |
| 2025   | South      |       |        |    |    |       |       |     |      |      |                      |                                           |             |
| Summe  | Summe      | Summe | 36     | 24 | 12 | 0,667 | 1.084 | 686 | +398 | 19:7 |                      | Halbfinale 0:1                            | 3.655       |

(HF: Halbfinale)

### Direkter Vergleich
| Gegner               | erste Begegnung | Regular Season | Regular Season | Regular Season | Regular Season | Regular Season | Regular Season | Regular Season | Play-offs | Play-offs | Play-offs | Play-offs | Play-offs | Höchster Sieg | Höchste Niederlage |
| Gegner               | erste Begegnung | Sp             | S              | N              | SQ             | P+             | P−             | Diff           | S         | N         | P+        | P−        | Diff      | Höchster Sieg | Höchste Niederlage |
| -------------------- | --------------- | -------------- | -------------- | -------------- | -------------- | -------------- | -------------- | -------------- | --------- | --------- | --------- | --------- | --------- | ------------- | ------------------ |
| Barcelona Dragons    | 2023            | 4              | 4              | 0              | 1,000          | 141            | 23             | +118           |           |           |           |           |           | 63:7 (2024)   | –                  |
| Berlin Thunder       | 2022            | 2              | 2              | 0              | 1,000          | 65             | 26             | 0+39           |           |           |           |           |           | 37:10 (2022)  | –                  |
| Cologne Centurions   | 2022            | 4              | 3              | 1              | 0,750          | 222            | 75             | +147           |           |           |           |           |           | 68:0 (2025)   | 46:49 (2022)       |
| Frankfurt Galaxy     | 2022            | 2              | 1              | 1              | 0,500          | 56             | 53             | 00+3           |           |           |           |           |           | 23:17 (2022)  | 33:36 (2022)       |
| Hamburg Sea Devils   | 2022            |                |                |                |                |                |                |                | 0         | 1         | 7         | 19        | −12       | –             | 7:19 (2022 HF)     |
| Helvetic Guards      | 2023            | 2              | 2              | 0              | 1,000          | 46             | 21             | 0+25           |           |           |           |           |           | 22:7 (2023)   | –                  |
| Helvetic Mercenaries | 2024            | 4              | 4              | 0              | 1,000          | 163            | 56             | +107           |           |           |           |           |           | 44:6 (2025)   | –                  |
| Leipzig Kings        | 2022            | 2              | 2              | 0              | 1,000          | 93             | 20             | 0+73           |           |           |           |           |           | 56:14 (2022)  | –                  |
| Madrid Bravos        | 2025            | 2              | 1              | 1              | 0,500          | 63             | 88             | 0–25           |           |           |           |           |           | 35:34 (2025)  | 28:54 (2025)       |
| Milano Seamen        | 2023            | 4              | 4              | 0              | 1,000          | 142            | 40             | +102           |           |           |           |           |           | 32:0 (2024)   | –                  |
| Munich Ravens        | 2023            | 6              | 3              | 3              | 0,500          | 147            | 169            | 0–22           |           |           |           |           |           | 59:38 (2023)  | 3:30 (2024)        |
| Rhein Fire           | 2025            | 2              | 1              | 1              | 0,500          | 59             | 52             | 0+7            |           |           |           |           |           | 35:18 (2025)  | 24:34 (2025)       |
| Stuttgart Surge      | 2022            | 6              | 3              | 3              | 0,500          | 178            | 119            | 0+59           |           |           |           |           |           | 44:3 (2022)   | 28:38 (2023)       |
| Vienna Vikings       | 2022            | 8              | 0              | 8              | 0,000          | 126            | 244            | −118           |           |           |           |           |           | –             | 7:41 (2025)        |

Stand: 17. August 2025
Legende:
| Spiele       | Siege              | Niederlagen           |
| SQ Siegquote | P+ gemachte Punkte | P− gegnerische Punkte |

## Trainer

### Head Coaches
| Name         | Saisons   | Regular Season | Regular Season | Regular Season | Regular Season | Play-offs | Play-offs | Play-offs |
| Name         | Saisons   | Spiele         | S              | N              | SQ             | Spiele    | S         | N         |
| ------------ | --------- | -------------- | -------------- | -------------- | -------------- | --------- | --------- | --------- |
| Kevin Herron | 2022–2023 | 24             | 16             | 8              | 0,667          | 1         | 0         | 1         |
| Jim Herrmann | 2024–     | 12             | 8              | 4              | 0,667          | 0         | 0         | 0         |

## ELF Kader
Nach den Regeln der ELF hat der Großteil eines Rosters aus Home-Grown-Spielern zu bestehen, also solchen, die in dem Land begonnen haben American Football zu spielen, in dem sie aktuell spielen. Um die Präsenz der ELF in Italien zu verbessern, haben die Raiders vereinfachte Zugriffsrechte auf Spieler aus Nordostitalien erhalten.
| Abkürzungen der Spieler-Positionen im American Football | Abkürzungen der Spieler-Positionen im American Football |
| ------------------------------------------------------- | --- |
| Offense                                                 | QB – Quarterback \| RB – Runningback \| FB – Fullback \| TE – Tight End \| E/WR – Wide Receiver \| T – Tackle \| G – Guard \| C – Center |
| Defense                                                 | DT – Defensive Tackle \| DE – Defensive End \| NT – Nose Tackle \| LB – Linebacker \| ILB – Inside Linebacker \| MLB – Middle Linebacker \| OLB – Outside Linebacker \| CB – Cornerback \| NB – Nickelback \| FS – Free Safety \| SS – Strong Safety |
| Special Teams                                           | K – Kicker \| P – Punter \| KS – Kicking Specialist \| KOS – Kickoff Specialist \| LS – Long Snapper \| RS – Return Specialist \| KOR/KR – Kick Returner \| PR – Punt Returner \| PP – Punt Protector                                                |